# Theesurrogaat

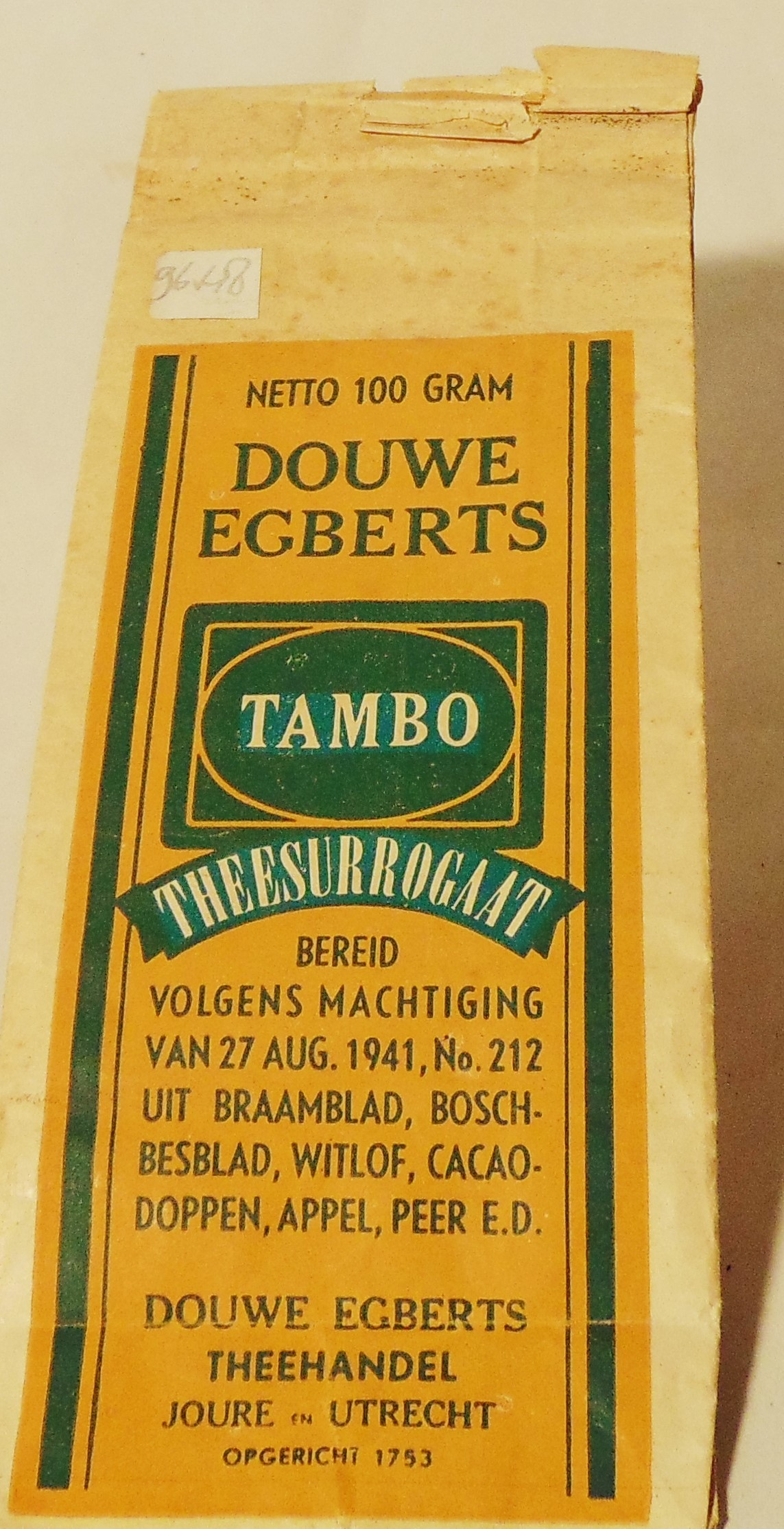
Papieren zakje Douwe Egberts Tambo theesurrogaat, gemaakt van braamblad, bosbesblad, witlof, cacaodoppen, appel, peer e.d.

Theesurrogaat is een surrogaat om de smaak van thee na te bootsen bij het gebrek aan echte thee. Dit was het geval tijdens de Tweede Wereldoorlog. Het theesurrogaat werd uit plantaardige en dierlijke bestanddelen samengesteld, bijvoorbeeld: bosbes-, braam-, frambozen-, aardbeiblad, weipoeder. Het product werd in tabletvorm in papieren zakjes geleverd.